# Cytherella serrulata
Cytherella serrulata is een mosselkreeftjessoort uit de familie van de Cytherellidae. De wetenschappelijke naam van de soort is voor het eerst geldig gepubliceerd in 1896 door Brady & Norman.